# 泰特里巴扎尔
泰特里巴扎尔（Tetri Bazar），是印度北方邦Siddharthnagar县的一个城镇。总人口21915（2001年）。

## 人口
该地2001年总人口21915人，其中男性11586人，女性10329人；0—6岁人口3858人，其中男2004人，女1854人；识字率62.09%，其中男性为70.63%，女性为52.51%。